# Gregor Brück
Gregor Brück, noto anche con il nome latinizzato di Gregorius Pontanus (Brück, 1485 circa – Jena, 15 febbraio 1557), è stato un giurista e politico tedesco.
In qualità di cancelliere e consigliere dell'elettore di Sassonia diresse, sotto tre diversi principi, il più importante territorio protestante del Sacro Romano Impero ed esercitò un ruolo di primo piano nelle vicende politiche della Riforma. Fu rappresentante e negoziatore per la Sassonia in numerose diete imperiali, coautore della Confessione augustana e promotore della Lega di Smalcalda, attività per le quali è a volte ricordato come il «giurista della Riforma».

## Biografia

### Famiglia di provenienza e primi anni
Gregor Brück nacque attorno al 1485 come Gregor Heyns (scritto anche "Heynse", "Heinis", "Heintze", "Henisch" e in altri modi ancora) presso il piccolo villaggio di Brück (ossia "ponte" in lingua tedesca, da cui il nome latinizzato "Pontanus") nelle vicinanze di Wittenberg. Suo padre Goris o Gregor Heintz (morto nel 1527) era un borghese di condizione agiata, già borgomastro, che poté far studiare i figli e che negli ultimi anni di vita si trasferì a Wittenberg per assistere alle lezioni di teologia di Lutero. Lutero riferisce che Gregor Heintz fu «poverissimo», ma fece fortuna e lasciò al figlio Gregor Brück quattromila fiorini d'oro in eredità. Un fratello maggiore di Gregor Brück, Simon Heins o Heyns (1483 circa-1523) fu professore di logica presso l'università di Wittenberg dal 1509 al 1518; vicino alle idee di Lutero e dell'incipiente Riforma, dal 1515 fu pastore cittadino (Stadtpfarrer), ruolo ricoperto dopo la sua morte nel settembre 1523 da Bugenhagen. Un fratello minore, Chistian, fu medico e morì a Padova.
Nel 1502 Gregor Brück si immatricolò all'università di Wittenberg come «Gregorius henisch de bruck», intendendo la località suo luogo di nascita, che entrò a far parte del nome con cui è generalmente conosciuto. Nel 1505 ottenne il baccalaureato nelle arti liberali. Dal 1506 al 1508 studiò a Francoforte sull'Oder, quindi tornò a Wittenberg, dove conseguì nel 1509 il baccalaureato iuris utriusque (diritto civile e diritto canonico) con Hieronymus Schurff e iniziò a esercitare la professione di avvocato come segretario e assistente del giurista Henning Göde.

### Al servizio degli Ernestini e della Riforma

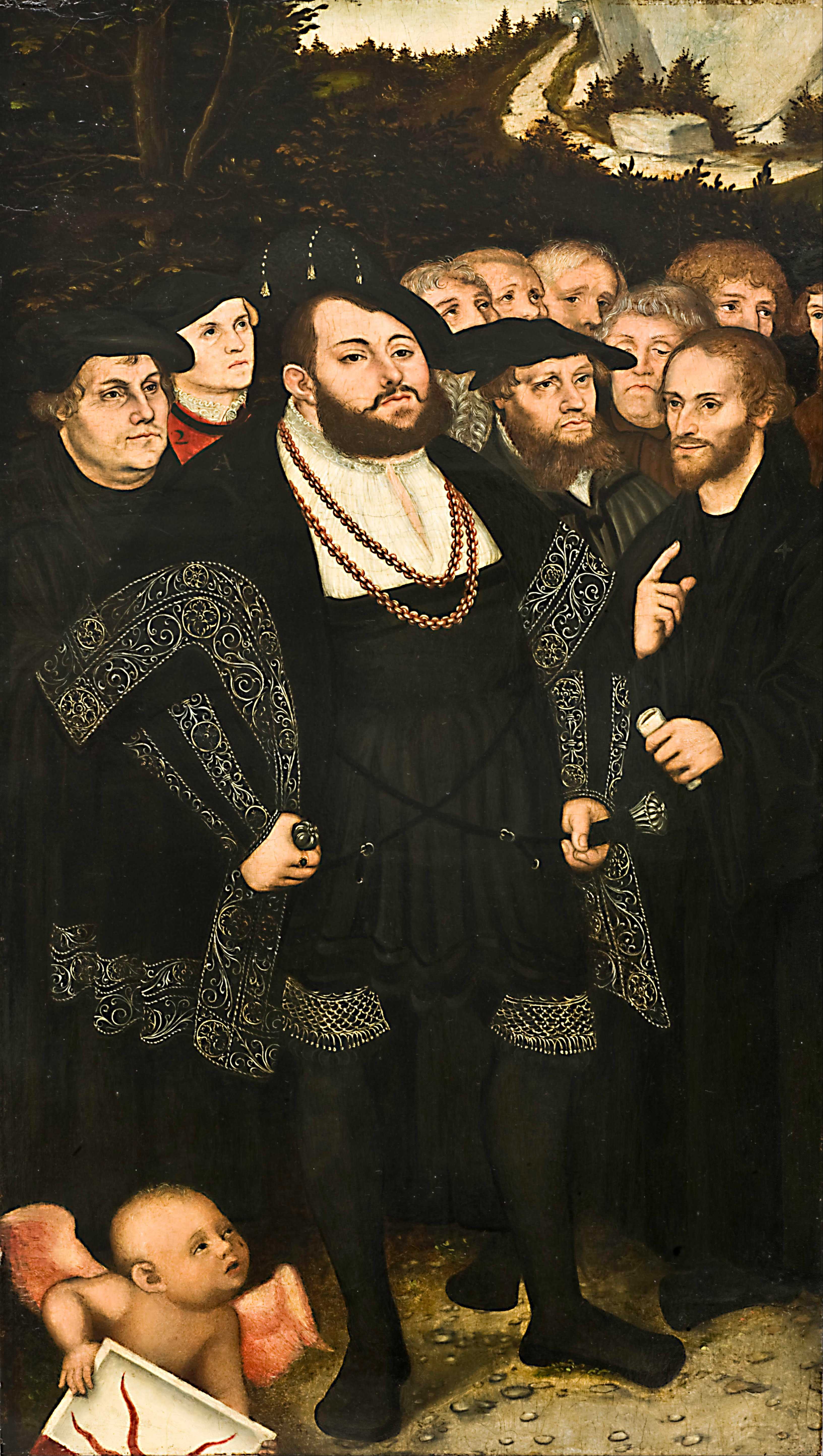
Lucas Cranach il Giovane, Giovanni Federico di Sassonia e i Riformatori di Wittenberg, 1543. Da sinistra: Lutero, Spalatino, Giovanni Federico di Sassonia, Brück, Melantone

Dopo la sua elezione al consiglio cittadino di Wittenberg nel 1519, Brück fu invitato da Federico III il Saggio, principe elettore di Sassonia, a occupare il posto di consigliere elettorale rimasto vacante quell'anno con la morte di Degenhart Pfäffinger. Nel 1521 ricevette il titolo di dottore iuris utriusque a Wittenberg e divenne cancelliere presso la corte ernestina, carica che ricoprì sino al 1529. Dal suo ingresso a corte e per i successivi venticinque anni, prima come cancelliere poi come consigliere influente e ministro di fatto, Brück ebbe una posizione di spicco nella vita del principato di Sassonia e nelle vicende politiche della Riforma protestante. Il suo ruolo e le sue attività lo portarono in contatto con personalità come Erasmo da Rotterdam, Mercurino di Gattinara e Girolamo Aleandro, oltre a Martin Lutero e Filippo Melantone, con i quali intrattenne una fitta corrispondenza e un'amicizia a quanto pare stretta. Nei Discorsi a tavola, Lutero menziona Brück sempre in modo elogiativo, ricordando la sua eloquenza, ponderatezza, capacità professionale, operosità, saggezza e devozione. Si tratta di riconoscimenti significativi, essendo nota l'ostilità di Lutero per i giuristi, «cattivi cristiani».
Gregor Brück fu coinvolto nelle trattative diplomatiche che accompagnarono la Dieta di Worms. Bollato dal nunzio pontificio Girolamo Aleandro come «consigliere Lutheranissimo», fornì consulenza giuridica a Lutero allo scopo di evitarne la cattura da parte delle autorità imperiali. Il 10 ottobre 1521 a Wittenberg partecipò con Melantone, Carlostadio, Jonas e altri a un comitato organizzato dall'elettore Federico con l'Università e il Capitolo della chiesa cittadina per indagare il rifiuto da parte degli agostiniani guidati da Gabriel Zwilling di celebrare messe private e rispettare i voti monastici. Nel 1524 fu ad Allstedt, impegnato a trattare con Thomas Müntzer, il capo della rivolta dei contadini, e ad assistere alla sua Predica ai Principi.
In seguito alla morte di Federico nel 1525 Brück rimase a corte al servizio del nuovo principe elettore, Giovanni il Costante, fratello del precedente, e dal 1532 al servizio del figlio di Giovanni il Costante, Giovanni Federico I il Magnanimo. Si distinse per il costante impegno a favore del consolidamento politico della Riforma nei territori tedeschi: diede un apporto essenziale alla creazione dell'alleanza politica dei principi protestanti nota come Lega di Torgau, e accompagnò e consigliò Giovanni alle due Diete di Spira del 1526 e del 1529; in tale occasione scrisse il testo della Protesta di Spira, con la quale sei principi imperiali e quattordici città libere dell'Impero chiesero alla Dieta di ritirare l'Editto di Worms, che aveva proibito la predicazione della dottrina luterana. Nel 1526 iniziò ad attuare le raccomandazioni di Lutero per una "visitazione" (visitatio) generale, cioè un incontro dell'autorità ecclesiastica centrale con i singoli parroci locali per verificare la conformità con le nuove dottrine protestanti; nel 1527 scrisse la prima Istruzione e partecipò personalmente alla visitazione del distretto di Bitterfeld del giugno di quell'anno, ritenuta il «certificato di nascita dell’ordinamento ecclesiastico territoriale luterano».
Per motivi di salute, si ritirò dal servizio attivo di corte nel 1530 e si trasferì a Wittenberg, ma continuò a servire l'elettore di Sassonia come consulente, avvocato, agente diplomatico e arbitro in numerose controversie dinastiche e patrimoniali, e per un periodo dal 1529 al 1533 anche come magistrato presso l'Alta corte di giustizia della Sassonia, con sede ad Altenburg e Lipsia. L'influenza e il prestigio di Brück raggiunsero il culmine dopo la rinuncia alla cancelleria nel 1529, nella sua posizione chiave a Wittenberg, tra la corte ernestina da una parte e i riformatori protestanti dall'altra. Fu uno dei promotori del primo concistoro protestante, inaugurando il sistema concistoriale delle chiese luterane e determinando i primi sviluppi del diritto matrimoniale evangelico.
Nel 1530 partecipò alla Dieta di Augusta accanto a Melantone, redigendo un dettagliato resoconto delle trattative politiche e dottrinali che ivi si svolsero. Ebbe in quell'occasione una posizione di primo piano come «bocca degli stati protestanti» – appellativo datogli da Johannes Eck, il teologo cattolico avversario di Lutero – e per primo espresse l'idea, che ben corrispondeva alla sua mentalità di giurista, di redigere per iscritto gli articoli della fede e di presentarli come manifesto della confessione luterana. Scrisse infine l'introduzione alla traduzione in tedesco della Confessione augustana e ne consegnò la versione in latino nelle mani dell'imperatore Carlo V per conto dei principi protestanti.

### La questione del diritto di resistenza

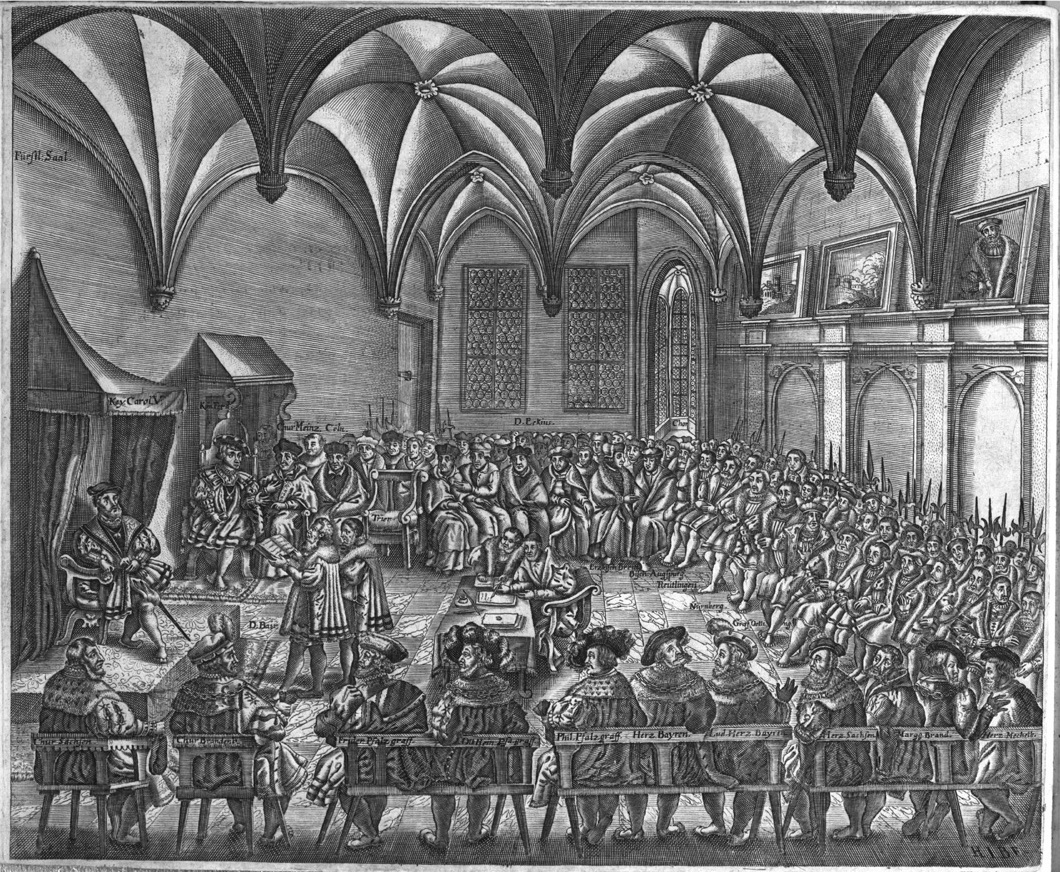
Carlo V ascolta la lettura della Confessio augustana alla Dieta di Augusta del 1530.

Dopo la lettura alla Dieta della Confutatio pontificia nell'agosto del 1530 e il conseguente rifiuto da parte di Carlo V di una pacificazione con i territori protestanti, la Sassonia abbandonò la speranza di suscitare una riforma generale della Chiesa nell’ambito dell’Impero, e l'obiettivo della politica sassone divenne il consolidamento del protestantesimo sul suo territorio attraverso la creazione di un'unione tra stati protestanti, capace di opporsi efficacemente all'Imperatore e agli stati cattolici. Brück diede allora un contributo determinante alla nascita della Lega di Smalcalda – un'alleanza non solo politica ma anche militare – principalmente attraverso i suoi negoziati con Lutero nell'ottobre del 1530 sulla questione del diritto di resistere all'Imperatore.
Il dibattito giuridico e teologico-politico sul diritto di resistenza, che era diventato particolarmente intenso tra i luterani ai tempi dell'"affare Pack" (Packsche Händel) del marzo 1528 e della protesta di Spira dell'aprile 1529, giunse a un punto di svolta nell'ottobre del 1530, quando Brück fornì al principe Giovanni e ai teologi protestanti un parere legale dei giuristi sassoni, «Iudici procedenti iniuste an licitum sit resistere» («Se sia lecito resistere contro un giudice che procede ingiustamente»), in cui la resistenza violenta contro l'Imperatore era giustificata in modo chiaro e conclusivo. Alla base del parere, oltre al richiamo a varie fonti di diritto romano comune e di diritto canonico, vi è l'argomento per cui un'autorità che agisca in modo illegittimo, come l'Imperatore quando muove guerra ai principi protestanti, opera come un privato contro il quale è possibile resistere, poiché vim vi repellere licet – è lecito respingere la violenza con la violenza. Nell'ottobre del 1530 Lutero e gli altri teologi protestanti Melantone, Spalatino e Jonas firmarono una dichiarazione con cui in sostanza recepirono la teoria del diritto di resistenza costruita dai giuristi sassoni nel loro parere legale. La questione – affermarono – «è stata risolta dai giuristi», perché:

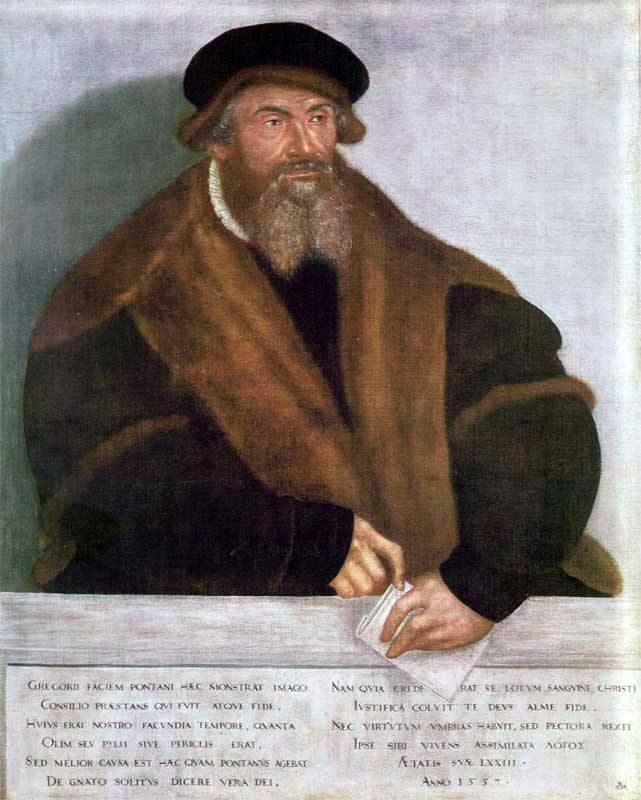
Lucas Cranach il Giovane, Gregor Brück, 1557.

Non era affatto scontato che Lutero e i teologi protestanti accettassero un principio di diritto romano, cedendo agli argomenti di Brück e alle pressioni di Giovanni di Sassonia. Solo dieci anni prima Lutero aveva bruciato, assieme alla bolla pontificia Exsurge Domine che condannava la sua dottrina, anche i libri di diritto canonico: nella Bibbia era contenuta tutta la legge necessaria per condurre una buona vita cristiana; eliminare qualcosa da quella legge sarebbe stato blasfemia, aggiungere qualcosa tirannia. Nel marzo del 1530 Melantone aveva sostenuto che il principio vim vi repellere licet, da cui muovevano i giuristi, era un principio di «ragione naturale» (naturalis ratio) che avrebbe dovuto cedere a fronte del principio di «diritto divino» (ius divino) che impone di non resistere all'autorità e sopportare i torti dei magistrati. Prima dell'ottobre di quello stesso anno, in più occasioni e con forza Lutero e gli altri teologi protestanti avevano affermato che in nessuna circostanza era permesso al cristiano impugnare le armi contro il proprio signore, giacché le autorità sono ordinate da Dio e chi resiste all'autorità resiste a Dio.
Doveva quindi essere difficile ora per i riformatori modificare la propria dottrina e in particolare doveva apparire loro preoccupante che Brück fosse disposto a citare il Corpus Iuris Canonici e a usare argomenti di diritto civile. Come scrive lo storico inglese Quentin Skinner:
La teoria di Brück continuò a essere controversa nel campo protestante, ma una volta superato l'ostacolo teologico della preclusione assoluta alla resistenza armata contro l'Imperatore, fu possibile dar vita alla Lega di Smalcalda.

### Ultimi anni

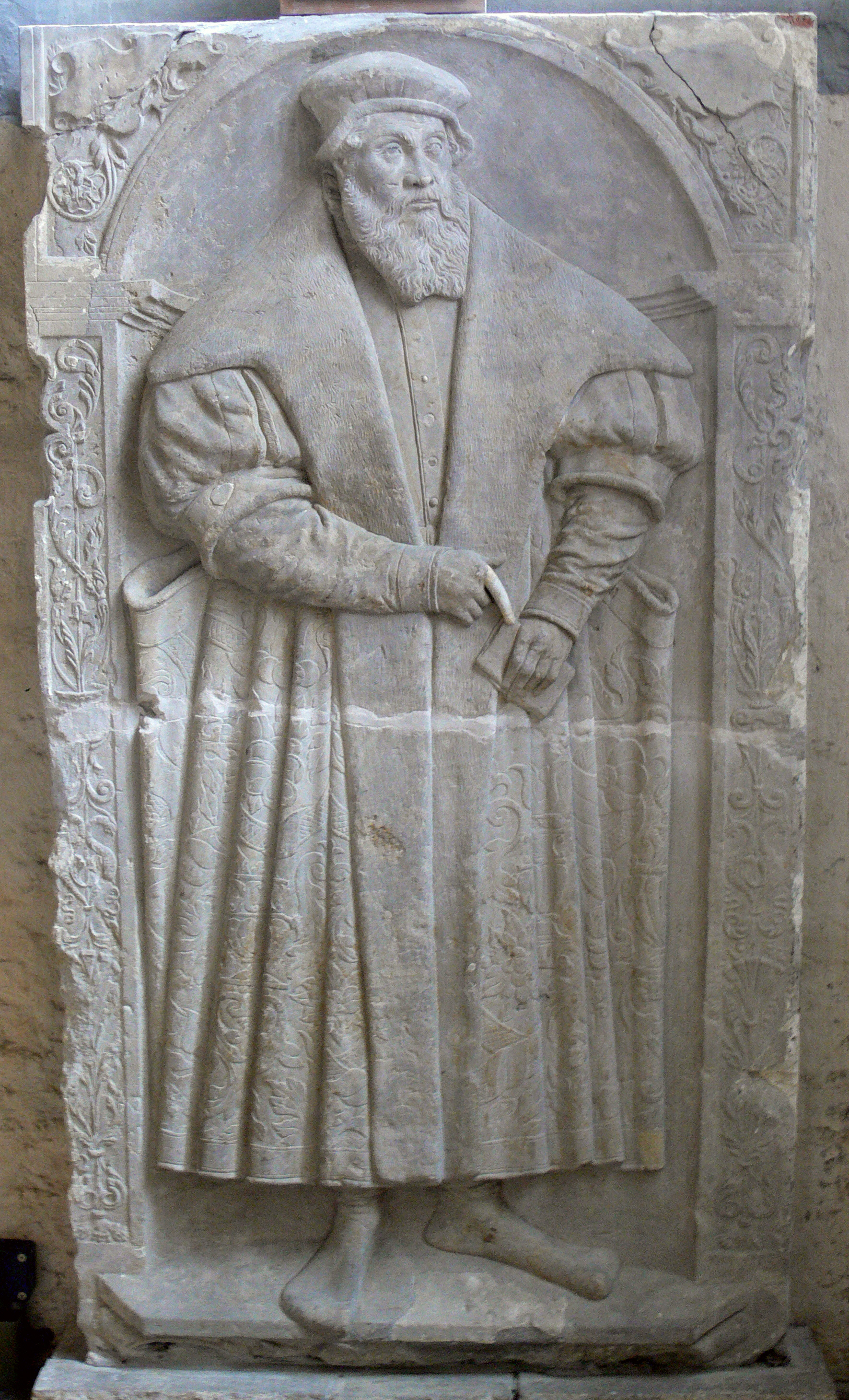
Bassorilievo sepolcrale di Gregor Brück presso la chiesa di St. Michael di Jena.

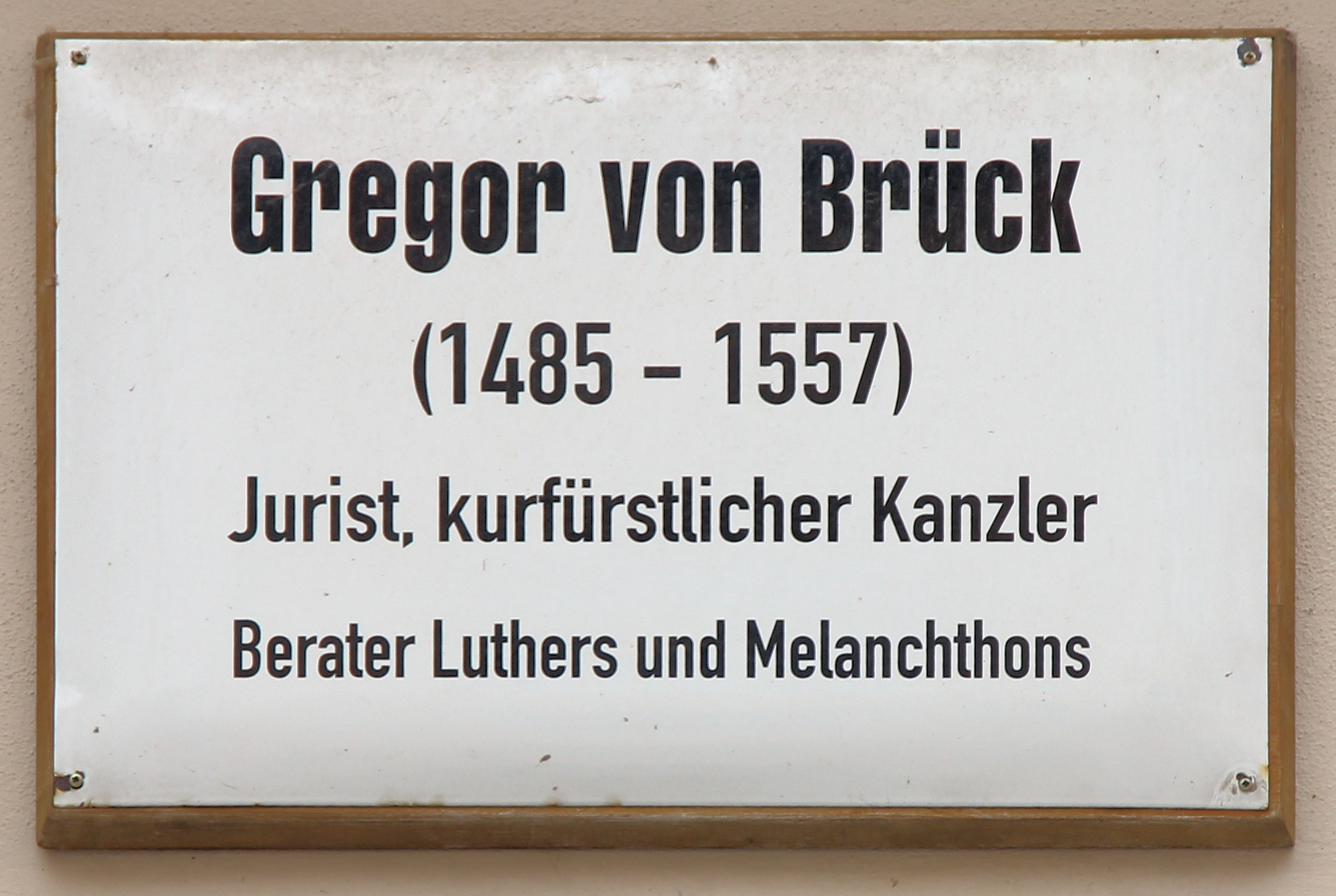
Placca commemorativa a Collegienstraße 6, Wittenberg: «Giurista, cancelliere elettorale, consigliere di Lutero e Melantone».

Negli anni 1537-1538 Brück prestò il suo sostegno all'istituzione del concistoro di Wittenberg e continuò a occuparsi delle questioni dell'università cittadina. Inoltre fu tra i negoziatori della Lega di Smalcalda (1531-1547) per conto di Giovanni Federico I il Magnanimo, succeduto nel 1532 al padre Giovanni come principe elettore di Sassonia; a Brück si deve il quadro giuridico della confederazione. Tuttavia il suo ascendente su Giovanni Federico fu altalenante e non riuscì a impedire la disastrosa Guerra di Smalcalda (1546-1547), che egli aveva avversato. La battaglia di Mühlberg e la conseguente capitolazione di Wittenberg (19 maggio 1547) privarono il principe Giovanni Federico della dignità elettorale, del potere e della libertà personale, e anche il suo vecchio consigliere perse l'influente posizione politica che aveva così a lungo esercitato.
Brück seguì i figli dell'elettore a Weimar, rimanendo leale a Federico imprigionato, e in seguito si trasferì a Jena, dove contribuì alla trasformazione in università del locale ginnasio, presso cui insegnò diritto, e dove si spense nel 1557. Fu sepolto nella chiesa cittadina, St. Michael, dove è commemorato con un bassorilievo sepolcrale a grandezza naturale.

## Discendenza
Gregor Brück si sposò due volte. La prima moglie gli portò in dote casa, cortile e campi per un valore di circa seicento fiorini, diede alla luce almeno sei figli e – come riferito dalla corrispondenza con Melantone – morì poco prima del 17 novembre 1528. Dalla seconda consorte, Barbara, figlia dell’esattore di Jena Sebastian Wöllner, deceduta nel 1567, ebbe probabilmente altri cinque figli. Uno di quelli dal primo matrimonio, Christian Brück (1516 circa-1567), sposò nel 1537 Barbara Cranach, figlia del pittore Lucas Cranach il Vecchio, divenne doctor iuris e, come il padre, entrò a servizio degli Ernestini, come consigliere di Giovanni Federico I (1543) e di Giovanni Federico II, di cui fu anche cancelliere dal 1556 in poi. Il suo ruolo nel cosiddetto "affare Grumbach", che portò all'assedio di Gotha da parte di Augusto I e all'imprigionamento a vita di Giovanni Federico II nelle carceri imperiali, determinò la sua condanna a morte per alto tradimento, eseguita mediante squartamento il 18 aprile 1567. Una figlia di Gregor Brück, Barbara, si unì in matrimonio nel 1541 al pittore Lucas Cranach il Giovane, figlio di Lucas Cranach il Vecchio. Alla linea familiare dei Brück appartiene anche il poeta Johann Wolfgang von Goethe.

## Opere
- (DE) Dr. Gregorius Heinze, genannt Brück, Geschichte der Religionshandlungen auf dem Reichstage zu Augsburg im J. 1530, in Karl Eduard Förstemann (a cura di), Archiv für die Geschichte der kirchlichen Reformation in ihrem gesammten Umfange, vol. 1, n. 1, 1831.
- (LA) Gutachten der kursächsischen Juristen, Torgau oder Wittenberg, kurz vor 36. Oktober 1530 [Parere dei giuristi sassoni, Torgau o Wittenberg, poco prima del 26 ottobre 1530], Iudici procedenti iniuste an licitum sit resistere [Se sia lecito resistere contro un giudice che procede ingiustamente], in Heinz Scheible (a cura di), Das Widerstandsrecht als Problem der deutschen Protestanten, 1521-1546, Gütersloh, G. Mohn, 1969,  pp. 63-66.

### Esplicative
1. ↑  Fonti più risalenti collocano la nascita nel 1483 o 1484: Wimmer 1730; Kolde 1874, p. 4; Muther 1876; Ehrenkrook 1934, p. 20; Bautz 1975. Fonti più recenti la collocano invece «poco dopo il 12 ottobre 1485, al più tardi all'inizio del 1486» (così Fabian 1981, p. 212; vedi anche Ulrich von Brück 1985, p. 13; Wartenberg 2005; Auert-Watzik 2012). Il ritratto di Brück dipinto da Lucas Cranach il Giovane in occasione della morte gli attribuisce 73 anni; se ciò si riferisse al settantatreesimo anno di vita, Brück sarebbe nato nel 1484 o nel 1485. In una lettera del 12 ottobre 1539 Brück scrive di essere «quasi cinquantaquattrenne»; secondo Ulrich von Brück 1985, p. 13, la data del 1485 può perciò essere ritenuta pressoché sicura e il mese di ottobre alquanto plausibile.
2. ↑  Otto von Pack, consigliere del duca (cattolico) della Sassonia albertina Giovanni, aveva consegnato al duca (protestante) Filippo d'Assia un documento, poi rivelatosi falso, che dimostrava l'esistenza di un accordo tra i principi cattolici per attuare l'Editto di Worms ed eliminare l'eresia luterana. Lutero, in una lettera del 28 marzo 1528 indirizzata a Brück (WA BR 4, n. 1246), si era espresso contro la prospettiva di un'azione preventiva contro l'alleanza cattolica, pur ammettendo che un principe potesse difendersi contro altri principi e re suoi pari: vedi Falchi Pellegrini 1986, p. 112.
3. ↑  L'iscrizione in latino recita:
(LA)  «Gregorii faciem Pontani haec monstrat imago / consilio praestans qui fuit atque fide. / Huius erat nostro facundia tempore, quanta / olim seu Pylii sive Periclis erat. / Sed melior causa est haec quam Pontanus agebat / de gnato solitus dicere vera Dei. / Nam quia credebat se lotum sanguine Christi / iustifica coluit te Deus alme fide. / Nec virtutum umbras habuit, sed pectora rexit / ipse sibi vivens assimilata λόγος. // Aetatis suae LXXIII anno 1557»
 (IT) «Questa immagine mostra il volto di Gregorio Pontano, il quale si distinse per saggezza e fede. Nel nostro tempo la sua eloquenza fu pari a quella che in passato ebbero il Pilio [Nestore] o Pericle. Ma Pontano difendeva una causa migliore della loro: testimoniare sempre la verità sul figlio di Dio. Infatti, buon Dio, poiché credeva di essere stato lavato dal sangue di Cristo, Ti fu devoto con la fede che rende giusti. Né ebbe parvenze di virtù, ma lo stesso Verbo [Λόγος] vivente ne governò il cuore a sé improntato. Nell'anno 1557, 73º della sua vita».
4. ↑  Questa dottrina, fondata su un passo della Lettera ai Romani[46], è esposta in vari luoghi dell'opera di Lutero prima del 1530. Si veda ad es. Lutero 1523, p. 169: «comportarsi da cristiani significa che nessun principe deve muovere guerra contro i suoi superiori, come il re e l'imperatore o il suo signore feudale, ma deve lasciare che prenda chi vuole prendere. Infatti non si deve resistere all'autorità con la forza, ma solo confessando la verità». Si confronti con la trascrizione N° 1126 (del 1531-35) dei Discorsi a tavola, p. 120, qui riportata, che risponde alla domanda «È lecito uccidere il tiranno che compie ogni sorta di misfatti arbitrariamente contro il diritto umano e divino?»; più diffusamente, Discorsi a tavola, p. 295, N° 4342 (7 febbraio 1539). Sull'evoluzione del pensiero di Lutero in tema di diritto di resistenza e la svolta del 1530, vedi Scheible 1969; Cargill Thompson 1975; Skinner 1978, pp. 191-206; Falchi Pellegrini 1986.
5. ↑  Skinner 1978, pp. 200-1, riporta che ai tempi della crisi del 1530 Martin Bucer pronunciò duri attacchi contro la teoria del diritto di resistenza basata sul diritto privato, giacché «non è mai lecito per un individuo privato respingere la forza con la forza, ma solo per coloro che abbiano ricevuto la spada» per volontà di Dio.

### Bibliografiche
1. ↑  EK Lambertus 2012.
2. 1 2  Muther 1876.
3. ↑  Lutero, WA TR 4, N° 4995 (1540); trad. it. Discorsi a tavola, p. 303.
4. ↑  Fabian 1955 riporta che Simon Heins «come predecessore di Bugenhagen, nel 1521 introdusse a Wittenberg assieme a Carlostadio la comunione sub utraque specie», cioè con distribuzione del vino sacro ai fedeli laici: è perciò a volte indicato nelle fonti come «primo pastore cittadino evangelico» (Kolde 1874, p. 4; Fabian 1981, p. 212).
5. ↑  Fabian 1981, p. 212.
6. ↑  Fabian 1981, p. 213.
7. ↑  Muther 1876; Kolde 1908; Bautz 1975; Fabian 1981; Wartenberg 2005.
8. ↑  Fabian 1981, p. 213; Auert-Watzik 2012.
9. ↑  Wartenberg 2005; Auert-Watzik 2012.
10. ↑  Muther 1876; Auert-Watzik 2012.
11. ↑  La corrispondenza tra Brück e Lutero inizia nel 1523 e a quanto pare finisce nel 1545 (Ulrich von Brück 1985, p. 106). Due lettere di Lutero a Brück possono leggersi (in inglese) in Lutero 2006, p. 155 (5 agosto 1530) e p. 334 (2 gennaio 1540).
12. ↑  Per quanto riguarda Melantone, si veda la sua Oratio de Gregorio Pontano (1560 circa), raccolta in Melantone 1844, ad es. ivi, p. 351: «È bene che sia pubblicamente conosciuta la condotta esemplare di un tale uomo, dalla cui saggezza sono stati guidati i più grandi eventi della nostra epoca» (Prodest enim publice, tanti viri, cuius consilio res maximae, quae in nostram aetatem inciderunt, gubernatae sunt, exempla nota esse).
13. ↑  Lutero, WA TR 1, Nr 968 (1531-1535): «Quel bel dono eccellente di Dio, parlare, è molto raro nel mondo, perché sebbene parlare sia innato a tutti gli uomini e molti conoscano la lingua, tuttavia parlare è un dono raro. Il dott. Gregorius Brück sa parlare» (Die schöne treffliche Gabe Gottes, zu reden, ist sehr seltsam in der Welt, denn ob wol allen Menschen sonderlich das Reden angeborn ist, und Viel die Sprachen können; doch das Reden eine seltsame Gabe. Doct. Gregorius Brück kann reden). Così pure WA TR 4, Nr 4683.
14. ↑  Lutero, WA TR 4, Nr 4657 (1539): «Specialmente per i predicatori, parlare lentamente (tardiloquentia) è molto utile perché favorisce una maggiore ponderazione e accuratezza. E Seneca scrisse di Cicerone che egli stesso parlava lentamente e in modo enfatico, così come si vede anche nel Dottor Pontano» (Tardiloquentia est convenientissima homini praedicatori. Quae praemeditatius et accuratius proponere potest suas contiones. Et Seneca de Cicerone scribit, quod ipse fuerit tardiloquus et emphaticus, sicut in Doctore Pontano videmus).
15. ↑  Lutero, WA TR 4, Nr. 4135 (1538): «Alcuni sono giuristi naturali, come il Dr. Gregor Brück, che per natura è il giurista più eccellente, ed esperto nelle cose pratiche, del tutto preparato ed efficace nelle attività grandi e importanti» (Etliche sind natürliche Juristen, wie D. Gregor Brück, der ist von Natur (...) der fürtrefflichst Jurist, und in der Practica erfahren, in großen wichtigen Händeln wol geübt und gewaltig).
16. ↑  Lutero, WA TR 2, Nr 1255 (1531): «L’operosità e la fede del Dr. Brück, niente al mondo le può ripagare. Egli è infatti l’Atlante del nostro ducato, costretto a sostenere il nostro principato» (Industriam et fidem D. Brucken, das kan die ganntz welt nit bezalen. Ipse enim est Atlas nostri ducatus, nam cogitur sustinere nostrum principatum).
17. ↑  Lutero, WA TR 2, Nr 1421 (1532): «Ma solo un giurista è pio e saggio, il Dr. Gregorius Brück» (Aber nur Ein Jurist ist fromm und weise, D. Gregorius Brück).
18. ↑  Lutero, WA TR 3, 2809b, passim: «giuristi, cattivi cristiani» («Juristen, böse christen»).
19. ↑  Fabian 1955 (in italiano nel testo).
20. ↑  Hendrix 2015, p. 101; Harline 2017, pp. 204 e 211.
21. ↑  Muther 1876; Hendrix 2015, pp. 122-123.
22. ↑  Wartenberg 2005.
23. ↑  Scott 1989, p. 69.
24. ↑  Bautz 1975.
25. ↑  Kolde 1908.
26. ↑  Fabian 1955; Wartenberg 2005.
27. ↑  Muther 1876; Fabian 1955; Bautz 1975; Fabian 1981, p. 214; Wartenberg 2005; Auert-Watzik 2012.
28. ↑  Fabian 1981, p. 214.
29. 1 2 3 4  Fabian 1962; Auert-Watzik 2012.
30. ↑  Fabian 1955; Fabian 1981.
31. ↑  Muther 1876; Fabian 1955; Bautz 1975; Wartenberg 2005; Auert-Watzik 2012. Secondo Fabian 1981, p. 215, il suo contributo all'istituzione del primo concistoro evangelico a Wittenberg nel 1537-1538 determinò l'influenza significativa di Brück sullo sviluppo del primo diritto matrimoniale dei territori protestanti.
32. ↑  Kolde 1908; Fabian 1955; Bautz 1975. Il resoconto può leggersi in Förstemann 1831.
33. 1 2  Wartenberg 2005.
34. ↑  Muther 1876; Lindsay 1906, p. 391; Kolde 1908; Bautz 1975.
35. ↑  Muther 1876; Bautz 1975.
36. ↑  Vogel 2008.
37. ↑  Fabian 1955.
38. ↑  Falchi Pellegrini 1986, p. 112.
39. ↑  Parere dei giuristi sassoni 1530.
40. ↑  Skinner 1978, pp. 199-200; Monahan 1994, pp. 210-212; De Benedictis 2008, pp. 10-11; Schilling 2017, p. 414.
41. ↑  Dichiarazione di Torgau (Torgauer Erklärung) del 26-28 ottobre 1530.
42. ↑  Shoenberger 1977, pp. 64, 67, 71-72.; Skinner 1978, pp. 199-200; Monahan 1994, pp. 210-212.
43. ↑  Dichiarazione di Torgau, 26-28 ottobre 1530.
44. ↑  Witte 2017, p. 273.
45. ↑  Il parere di Melantone può leggersi in Scheible 1969, p. 57; un estratto anche in De Benedictis 2008, pp. 9-10.
46. ↑   Romani 13.1-2, su laparola.net.
47. ↑  Skinner 1978, p. 200.
48. ↑  Fabian 1955; Skinner 1978, pp. 197-206.
49. 1 2  Fabian 1981.
50. ↑  Muther 1876; Kolb 2018, pp. 36-37.
51. ↑  Auert-Watzik 2012; Ozment 2011, p. 101.
52. ↑  Fabian-Fabian 1956-1958; Fabian 1981, p. 213.

### Fonti su Brück
- (DE) Stefan Auert-Watzik, Gregor Brück, in Institut für Sächsische Geschichte und Volkskunde (a cura di), Sächsische Biografie, 1º settembre 2012.
- (DE) Friedrich Wilhelm Bautz, BRÜCK (eigentlich: Heinse; latinisiert: Portanus), Gregor, in Biographisch-Bibliographisches  Kirchenlexikon, vol. 1, 2ª ed., 1990  [1975],  pp. 762-763.
- (DE) Ulrich von Brück, Im Dienste der Reformation. Ein Lebensbild des kursächsischen Kanzlers Gregor Brück, Berlino, Evangelische Verlagsanstalt, 1985.
- (DE) Hans Friedrich von Ehrenkrook, Zur Geschichte der Kanzlerfamilie von Brück (PDF), in Familiengeschichtliche Blätter, n. 32, 1934,  pp. 19-24.
- (DE) Evangelische Kirchengemeinde St. Lambertus (a cura di), Gregor von Brück (1484 - 1557): Der vergessene Jurist der Reformation. Protokollband anlässlich des Wissenschaftlichen Kolloquiums über das Leben und Wirken des Kursächsischen Kanzlers und Hofrats in der St.-Lambertus-Kirche in Brück/Brandenburg vom 30. September bis 1. Oktober 2011, Halle (Saale), Studium Hallense, 2012, ISBN 978-3-00-038116-4.
- (DE) Ekkehart Fabian, Brück, Gregor, in Neue Deutsche Biographie, vol. 2, Berlino, Duncker & Humblot, 1955,  pp. 652-653.
- (DE) Ekkehart Fabian, Brück, (Bruck gen. Pontanus), Gregor (1485/86–1557), in Theologische Realenzyklopädie, vol. 7, Berlin-New York, de Gruyter, 1981,  pp. 212-216, DOI:10.1515/tre.07_212_24.
- (DE) Alexander Fabian e Ekkehart Fabian, Nachkommen des Kanzlers Dr. Gregor Brück (1485 - 1557): Zugleich e. Beitr. zur Erforschung d. Ahnenverwandtschaft Goethes, collana Deutsches Familienarchiv, 5 voll., Neustadt an der Aisch, Degener, 1956-1958.
- (DE) Theodor Kolde, Der Kanzler Brück und seine Bedeutung für die Entwicklung der Reformation.Inaugural-Dissertation zur Erlangung der Doktorwürde, Halle, 1874.
- (EN) Theodor Kolde, Brueck, in S. MacAuley Jackson (a cura di), The New Schaff-Herzog Encyclopedia of Religious Knowledge, vol. 2, New York-London, Funk and Wagnalls Company, 1908,  pp. 282-283.
- (LA) Filippo Melantone, Oratio de Gregorio Pontano, in Corpus Reformatorum, vol. 12, Halis Saxonum, 1844  [1560 ca.],  pp. 350-359.
- (DE) Theodor Muther, Brück, Gregor, in Allgemeine Deutsche Biographie, vol. 3, 1876.
- (EN) Günther Wartenberg, Brück, Gregor, in Hans J. Hillerbrand (a cura di), Oxford Encyclopedia of the Reformation, Oxford, Oxford University Press, 2005  [1996].
- (LA) Ioan Abrahamo Vvimmero (Johann Abraham Wimmer), Vita Gregorii Pontani iuris utriusque doctoris et trium Saxoniae electorum cancellarii..., Altenburg, 1730.

### Altre fonti citate
- (EN) W. D. J. Cargill Thompson, Luther and the right of resistance to the emperor, in Studies in Church History, vol. 12, 1975,  pp. 159-202, DOI:10.1017/S0424208400009633.
- Giovanna De Benedictis, Con o senza le armi: il problema nella recente storiografia tedesca (schede di lavoro), in Pawel Gajewski e Susanna Peyronel Rambaldi (a cura di), Con o senza le armi. Controversistica religiosa e resistenza armata nell’età moderna, collana Bollettino della Società di Studi Valdesi, Claudiana, 2008,  pp. 9-18, ISBN 978-88-7016-760-3.
- (DE) Ekkehart Fabian, Die Entstehung des Schmalkaldischen Bundes und seiner Verfassung 1524/29-1531/35, 2ª ed., Tübingen, Osiander, 1962.
- Maria Antonietta Falchi Pellegrini, Il problema della resistenza nel pensiero dei Riformatori tedeschi, I: 1519-1529, Genova, ECIG, 1986, ISBN 88-7545-185-0.
- (EN) Craig Harline, A World Ablaze: The Rise of Martin Luther and the Birth of the Reformation, Oxford, Oxford University Press, 2017.
- (EN) Scott H. Hendrix, Martin Luther. Visionary Reformer, New Haven, Connecticut, Yale University Press, 2015.
- (EN) Robert Kolb, Luther's Wittenberg World: The Reformer's Family, Friends, Followers, and Foes, Minneapolis, Fortress, 2018, ISBN 978-1451490077.
- (EN) Thomas M. Lindsay, A History of the Reformation, vol. 1, Edinburgh, T. & T. Clark, 1906.
- (DE) Martin Lutero, Werke. Tischreden, 1531-1546, vol. 1, Weimar, Böhlaus, 1912.
- (DE) Martin Lutero, Werke. Tischreden, 1531-1546, vol. 2, Weimar, Böhlaus, 1913.
- (DE) Martin Lutero, Werke. Tischreden, 1531-1546, vol. 3, Weimar, Böhlaus, 1914.
- (DE) Martin Lutero, Werke. Tischreden, 1531-1546, vol. 4, Weimar, Böhlaus, 1916.
- Martin Lutero, Discorsi a tavola, traduzione di Leandro Perini, Torino, Einaudi, 1969.
- Martin Lutero, L'autorità secolare, fino a che punto le si debba obbedienza, a cura di Paolo Ricca, Torino, Claudiana, 2015  [1523], ISBN 978-88-7016-993-5.
- (EN) Martin Lutero, Letters of Spiritual Counsel, a cura di Theodore G. Tappert, Weimar, Westminster John Knox Press, 2006.
- (DE) Martin Lutero, Justus Jonas, Filippo Melantone e Giorgio Spalatino, Erklärung Luthers, Jonas', Melanchtons, Spalatins und anderer Theologen und protokollarische Aufzeichnung über die weiteren Voten der Theologen und Juristen [Dichiarazione di Lutero, Jonas, Melantone, Spalatino e altri teologi e registrazione protocollare degli ulteriori voti dei teologi e dei giuristi] (Torgau, 26-28 ottobre 1530), in Heinz Scheible (a cura di), Das Widerstandsrecht als Problem der deutschen Protestanten, 1521-1546, Gütersloh, G. Mohn, 1969  [1530],  pp. 67-68.
- (EN) Arthur P. Monahan, From Personal Duties Towards Personal Rights: Late Medieval and Early Modern Thought, 1300-1600, Montréal & Kingston et al., McGill-Queen's University Press, 1994.
- (EN) Steven Ozment, The Serpent and the Lamb: Cranach, Luther, and the Making of the Reformation, New Haven, Connecticut, Yale University Press, 2011.
- (DE) Heinz Scheible, Das Widerstandsrecht als Problem der deutschen Protestanten, 1521-1546, Gütersloh, G. Mohn, 1969.
- (EN) Heinz Schilling, Martin Luther: Rebel in an Age of Upheaval, Oxford, Oxford University Press, 2017.
- (DE) Hans von Schubert, Bekenntnisbildung und Religionspolitik 1529/30 (1524-34): Untersuchungen und Texte, Gotha, Friedrich Andreas Perthes, 1910.
- (EN) Tom Scott, Thomas Müntzer: Theology and Revolution in the German Reformation, New York, Palgrave Macmillan, 1989, ISBN 978-1-349-20226-3.
- (EN) Cynthia Grant Shoenberger, The Development of the Lutheran Theory of Resistance: 1523-1530, in The Sixteenth Century Journal, vol. 8, 1977,  pp. 61-76, DOI:10.2307/2540127.
- (EN) Quentin Skinner, The Foundation of Modern Political Thought, vol. 2, Cambridge, Cambridge University Press, 1978. (trad. it.  Le origini del pensiero politico moderno, vol. 2, Bologna, Il Mulino, 1989.)
- Lothar Vogel, Colloqui di religione nell’epoca della Riforma: motivazioni e limitazioni, in Pawel Gajewski e Susanna Peyronel Rambaldi (a cura di), Con o senza le armi. Controversistica religiosa e resistenza armata nell’età moderna, collana Bollettino della Società di Studi Valdesi, Torino, Claudiana, 2008,  pp. 265-280, ISBN 978-88-7016-760-3.
- (EN) John Witte Jr, From Gospel to Law: The Lutheran Reformation and Its Impact on Legal Culture, in Ecclesiastical Law Journal, vol. 19, n. 3, 2017,  pp. 271-291, DOI:10.1017/S0956618X17000461.